# Курашев, Константин Борисович
Константин Борисович Курашев (Курашов) (нем. Konstantin Kurashev; род. 13 января 1962, Мытищи, Московская область) — советский хоккеист, защитник. Мастер спорта СССР. Российский и швейцарский тренер.

## Биография
Начинал заниматься хоккеем в ЦСКА, затем оказался в «Динамо», тренер Владимир Ухмылов. За два сезона (1979/80 — 1980/81) в составе команды сыграл в чемпионате только один матч — дома 7 мая 1980 года против «Сокола» (5:5). Армейскую службу прошёл, выступая в сезоне 1981/82 за команду первой лиги «Динамо» Минск. Следующие девять сезонов провёл в «Крыльях Советов». Принимал участие в сериях матчей с клубами НХЛ в 1989 и в 1990 (в составе «Химика») годах.
Играл за австрийские клубы «Винер» (1991/92), «Лустенау» (1992/93 — 1993/94), «Капфенберг» (1994/95 — 1995/96), «Фишерброй» (1996/97), швейцарский «Брюх» (1999/2000 — 200/01).
Окончил ГЦОЛИФК, имеет высшую тренерскую категорию Федерации хоккея Швейцарии.
Стал жить и работать в Швейцарии. В сезонах 1998/99 — 2003/04 — помощник тренера в «Давосе», главный тренер молодёжной команды «Давоса» (2001/02 — 2002/03), главный тренер команды первого дивизиона «Ленцерхайде-Вальбелла» (с 6 февраля 2003—2003/04). Помощник тренера в клубе «Берн». Главный тренер молодёжной команды «Лангнау Тайгерс» (2012/13 — 2014/15); главный тренер (2009/10, с февраля) и помощник тренера (2012/13, с 9 декабря) «Лангнау Тайгерс». Главный тренер молодёжной команды «Рапперсвиль-Йона Лейкерс» (2015/16 — 2016/17).
Помощник тренера клуба КХЛ «Сочи» (2017/18, три месяца). Главный тренер швейцарского клуба «Кур» (2018/19). Главный тренер клуба ВХЛ «СКА-Нева» СПб (с сезона 2019/20 по 11 ноября 2020). Главный тренер клуба ВХЛ «Омские крылья» (2021/22). Перед сезоном 2022/23 вошёл в тренерский штаб омского «Авангарда». Был уволен поле того, как команда проиграла все пять стартовых матчей сезона. С сезона 2023/24 — вновь тренер в Швейцарии.
Индивидуально подготовил ряд игроков НХЛ, среди них защитники Марк Штрайт, Янник Вебер, Роман Йоси.
Сын Филипп — хоккеист сборной Швейцарии, игрок НХЛ.

## Достижения
- Чемпион Европы среди юниоров (1980)
- Бронзовый призёр чемпионата Европы среди юниоров (1979)
- Бронзовый призёр молодёжного чемпионата мира (1981)
- Обладатель Кубка Шпенглера (1983)
- Бронзовый призёр чемпионата СССР (1989, 1991)
- Обладатель Кубка Лиги (1989)
- Победитель хоккейного турнира XII зимней Универсиады (1985)

Как тренер — двукратный обладатель Кубка Шпенглера. В качестве ассистента и главного тренера — многократный чемпион Швейцарии на уровне U18, U20 и главных команд.